# Веніті
Деніз Катріна Меттьюз (англ. Denise Katrina Matthews), більш відома як Веніті (англ. Vanity) (4 січня 1959 року, Ніагара-Фоллс, Онтаріо, Канада — 15 лютого 2016 року, Фрімонт, Каліфорнія, США) — канадська співачка, музикантка, акторка і модель.
Кар'єра Веніті тривала з початку 1980-х до середини 1990-х. Була учасницею жіночого тріо Vanity 6, потім співала сольно, знімалася в кіно і для журналів. У середині 1990-х стала віруючою і пішла з шоу-бізнесу. Авторка автобіографії.

## Життєпис
Деніз Катріна Меттьюз народилася 4 січня 1959 року в Ніагара-Фоллз у Канаді. Її батьками були Левіа Джеймс Меттьюз та Хельга Сенік. Мати була польсько-німецько-єврейського походження і народилася в Німеччині, а батько був афроамериканцем з Вілмінгтона, Північна Кароліна.

### Кар'єра

#### 1977—1980
Деніз Меттьюз починала кар'єру на місцевих конкурсах краси. У 1977 році вона перемогла на конкурсі Міс Ніагара, а в 1978 році брала участь у конкурсі Міс Канада. У 17 років переїхала до Нью-Йорку для продовження кар'єри моделі. Там підписала контракт з модельним агентством Zoli. Однак, оскільки була невисокого зросту, її модельна кар'єра обмежувалася фотосесіями і зйомками в рекламних роликах (наприклад, реклама зубної пасти Pearl Drops), без виходу на подіум.

#### 1980—1992
У 1980 році знялася в невеликій ролі у фільмі жахів «Поїзд страху», який був знятий в Монреалі роком раніше. У цьому ж році знімалася в головній ролі в фентезійному еротичному фільмі «Острів Тані». В цей час вона знімається під ім'ям Ді Ді Вінтерс (англ. D. D. Winters). Тоді ж познайомилася з Прінсом на American Music Awards. Прінс перейменував її на "Веніті (що означає «Марнославство»), побачивши в ній жіноче втілення себе. Дізнавшись про те, що вона ще й співає, Прінс запропонував їй стати солісткою гурту Vanity 6. Гурт проіснував з 1981 по 1983 роки. Після цього Веніті зайнялася сольною кар'єрою, а також продовжила зйомки в кіно.
В цей час з нею виходить фільм «Удар дракона», де також звучить її хіт «7th Heaven». У 1986 році вона знялася у фільмі «Ніколи не рано вмирати» разом з Джоном Стеймосом та Джином Сіммонсом. Її найвідомішими ролями стали «Підчеплений по-крупному» і «Бойовик Джексон», в останньому вона працювала разом з Карлом Везерсом, Крейгом Нельсоном і Шерон Стоун. З середини 1980-х і до початку 1990-х років Веніті часто з'являлася в ролі камео в різних серіалах, наприклад «Спогади про вбивство», «Поліція Маямі», «Горець» або «П'ятниця, 13-е».

### Звернення до християнства
У 1994 році Веніті пережила передозування через вживання кокаїну, у неї виникла серйозна ниркова недостатність. Лікарі прогнозували, що вона проживе три дні. В цей час, за її словами, їй було видіння, де Ісус обіцяв її врятувати, але їй потрібно буде відмовитися від особистості «Веніті». Виписавшись з лікарні, вона відмовилася від свого сценічного імені, завершила кар'єру і стала переконаною християнкою. У 1995 році вона розповіла, що викинула всі свої плівки, а також відмовилася від авторських відрахувань за свою колишню роботу, коли вона була Веніті, і розірвала відносини з Голлівудом. Після пересадки нирки у 1997 році Деніз Меттьюз стала виступати в церквах США та по всьому світу. У 2010 році вона випустила автобіографію «Звинувачується в марнославстві: Голлівуд, пекло і рай» (англ. Blame It On Vanity: Hollywood, Hell and Heaven).

### Хвороба і смерть
Через проблем з нирками, викликані роками вживання наркотиків у часи, коли вона була зіркою, Меттьюз мусила проходити процедуру перитонеального діалізу п'ять разів на день (кожен сеанс тривалістю близько 20 хвилин). Почала страждати від склерозуючого інкапсульованого перитоніту, це рідкісне ускладнення перитонеального діалізу. Померла в лікарні Фрімонту, у штаті Каліфорнія 15 лютого 2016 року від ниркової недостатності у віці 57 років. Була кремована, її прах розвіяний біля берегів Гавайських островів.

## Особисте життя
Меттьюз перебувала в стосунках з Прінсом, Адамом Антом та Біллі Айдолом. У 1987 році Веніті заявила про заручини з Ніккі Сіксом, басистом з Mötley Crüe. Ніккі Сікс, описуючи в автобіографії 2007 року «Героїнові щоденники» 1987 рік, згадує, що пристрастився до кокаїну саме в той час і вживав його разом з Веніті. Вони так і не одружилися. У 1995 році Деніз Меттьюз одружилася з футболістом Ентоні Смітом з Окленд Рейдерс, але розлучилася наступного року.

## Дискографія
Студійні альбоми
З Vanity 6:
- 1982 — Vanity 6

Сольні:
- 1984 — Wild Animal
- 1986 — Skin on Skin

Сингли
З Vanity 6:
- 1982 — «he's So Dull»
- 1982 — «Nasty Girl»
- 1982 — «Drive Me Wild»
- 1982 — «Make Up»

Сольні:
- 1984 — «Pretty Mess»
- 1985 — «Mechanical Emotion»
- 1986 — «Under the Influence»
- 1986 — «Animals»
- 1988 — «Undress»

Саундтреки
- 1985 — Удар дракона — «7th Heaven»
- 1988 — Бойовик Джексон — «Undress», «Faraway Eyes», «Shotgun»

## Фільмографія

### Кіно
- 1980 — Клондайкська лихоманка (немає в титрах)
- 1980 — Поїзд страху — Меррі (в титрах вказана як Ді Ді Вінтерс)
- 1980 — Острів Тані — Таня (в титрах вказана як Ді Ді Вінтерс)
- 1985 — Удар дракона — Лора Чарльз
- 1986 — Ніколи не рано вмирати — Данджа Дірінг
- 1986 — Підчеплений по-крупному — Дорін
- 1987 — Смертельна ілюзія — Ріна
- 1988 — Бойовик Джексон — Сідні Еш
- 1992 — Неоновий місто — Рено
- 1993 — Південний пляж — Дженніфер Дерринджер
- 1993 — Війна Френка Да Вінчі — Лупі
- 1997 — Поцілунок смерті — Блер

### Телебачення
- 1987 — Детектив Майк Гаммер — Холлі (серія «Green Lipstick/mike's Daughter»)
- 1987 — Поліція Маямі — Алі Ферран (серія «By Hooker By Crook»)
- 1988 — Ті енд Ті — Кей Сі Морган (серія «A Secret No More»)
- 1989 — П'ятниця, 13-е — Анжеліка (серія «The Secret Agenda of Mesmer's Bauble»)
- 1989 — Букер — Тіна Максвелл (серія «Deals and Wheels: Part 1»)
- 1990 — Спогади про вбивство — Кармен
- 1991 — Байки зі склепу — Катрін (серія «Dead Wait»)
- 1991 — Тропічна спека — Марія (серія «Mafia Mistress»)
- 1992 — Шовкові мережі — Шантель (серія «Powder Burn»)
- 1992 — Леді Бос — Мері Лу Морлі
- 1992 — Горець — Ребекка Лорд (серія «Revenge Is Sweet»)
- 1993 — Контрудар — Сандра (серія «Muerte»)